# Montreuil-la-Cambe
Montreuil-la-Cambe è un comune francese di 83 abitanti situato nel dipartimento dell'Orne nella regione della Normandia.

## Società

### Evoluzione demografica
Abitanti censiti